# Batruna
Batruna va ser una ciutat del regne de Biblos. Era molt propera a la ciutat, just a pocs quilòmetres al nord, i va ser la darrera que cap a l'any 1340 aC van conquerir els apiru abans que el seu cap Abdi-Asirta fos probablement assassinat pels seus quan van saber de l'arribada d'un exèrcit egipci. A la seva mort el rei de Biblos, Rib-Hadda, la va recuperar.
En el període clàssic era coneguda com a Botrys (Βότρυς), i en parlen la Taula de Peutinger, Esteve de Bizanci, Plini el Vell i Pomponi Mela. És la moderna Batrun.